# Augenfarbe

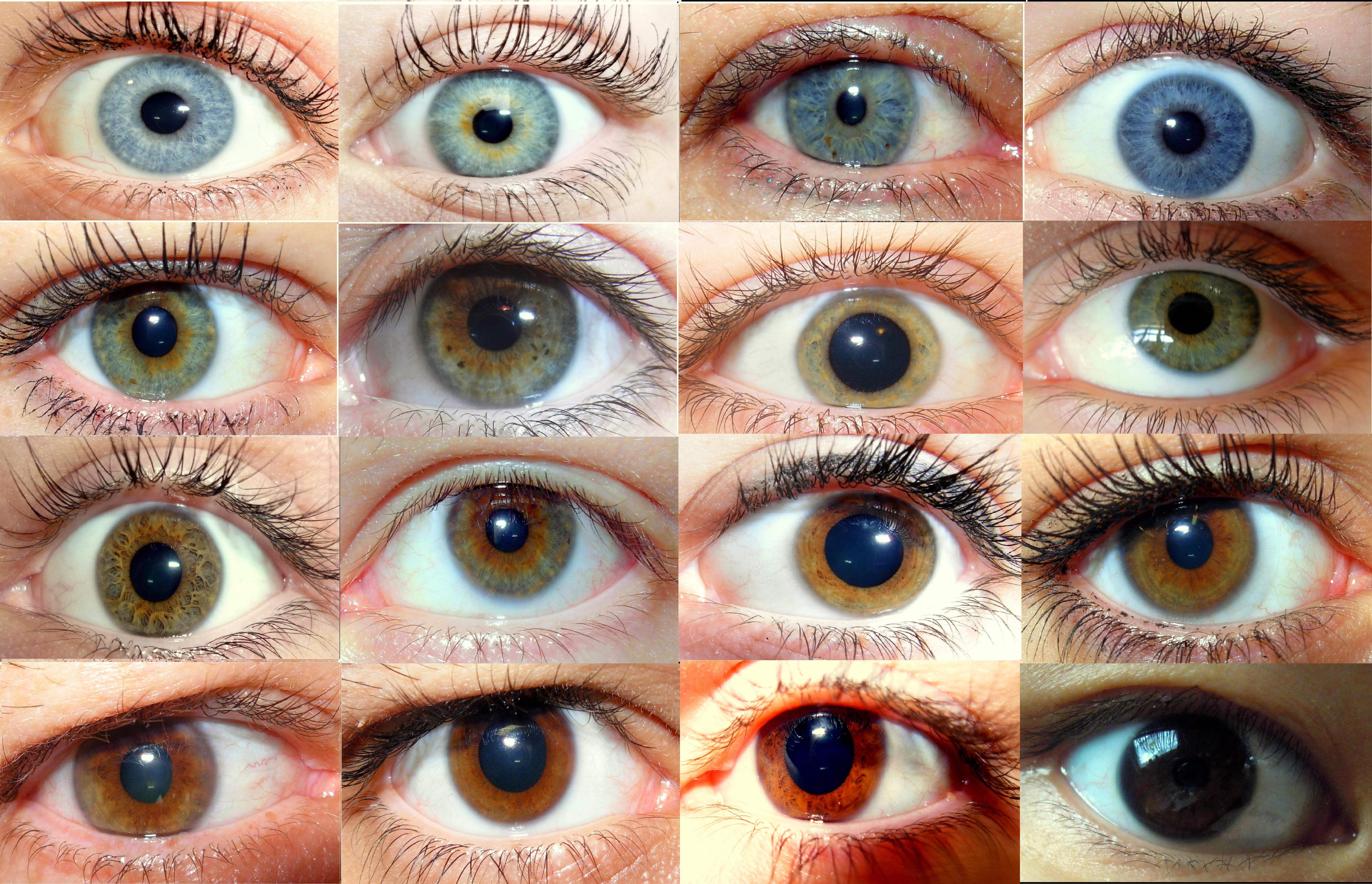
Farbabstufungen des Auges

Die Augenfarbe wird beim Menschen und bei den meisten Wirbeltieren durch Pigmente in der Eigenschicht (Stroma) der Regenbogenhaut (altgriechisch Iris) bestimmt. Sie ist das Resultat komplexer Prozesse, an denen mehrere Gene beteiligt sind.

## Galerie

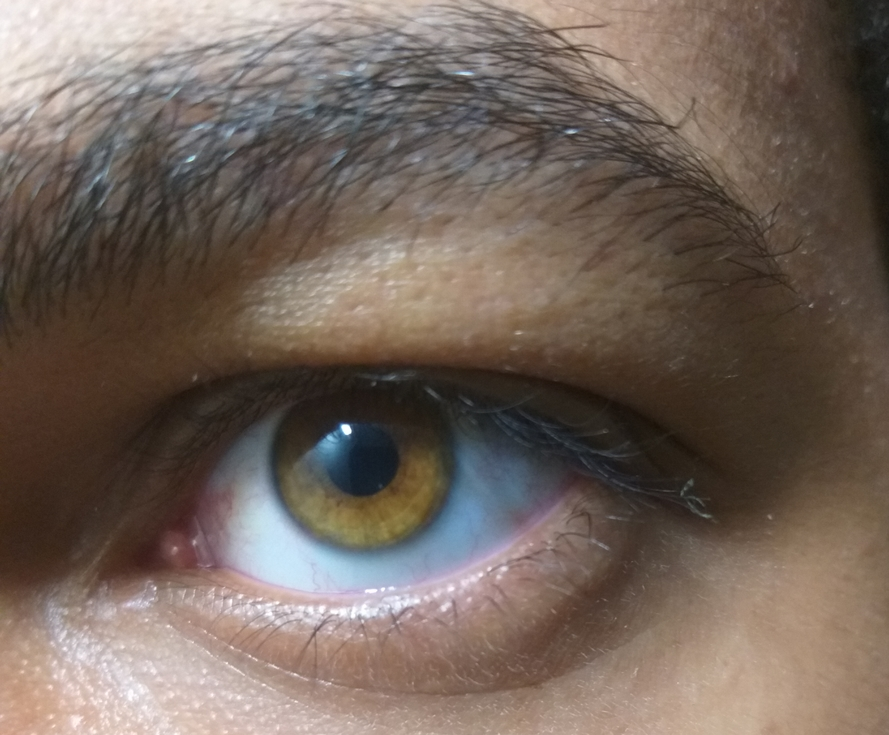
bernsteinfarbenes Auge
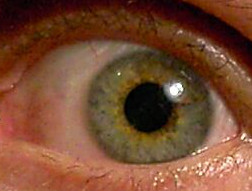
grünes Auge
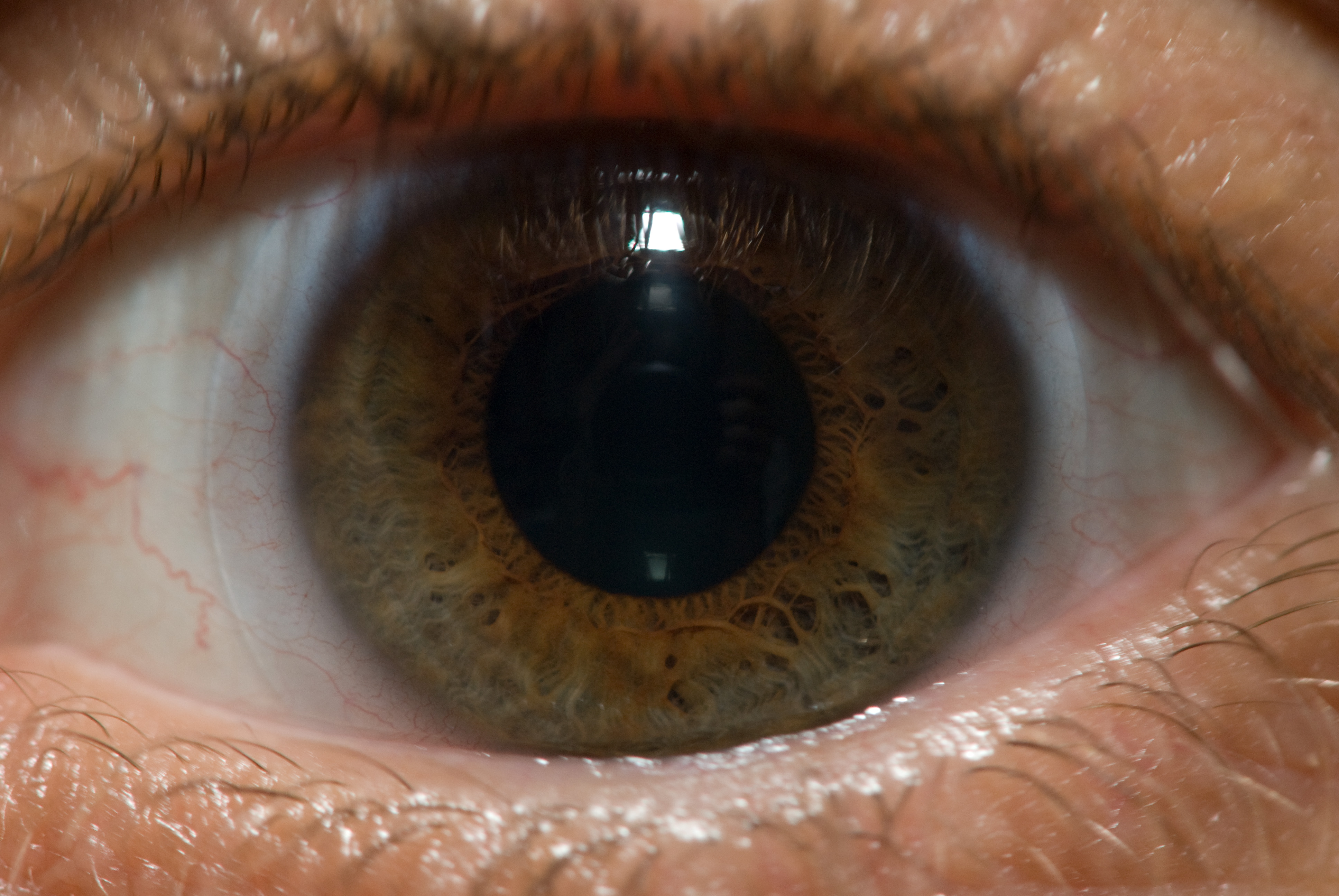
grünbraunes Auge
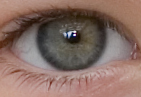
graues Auge
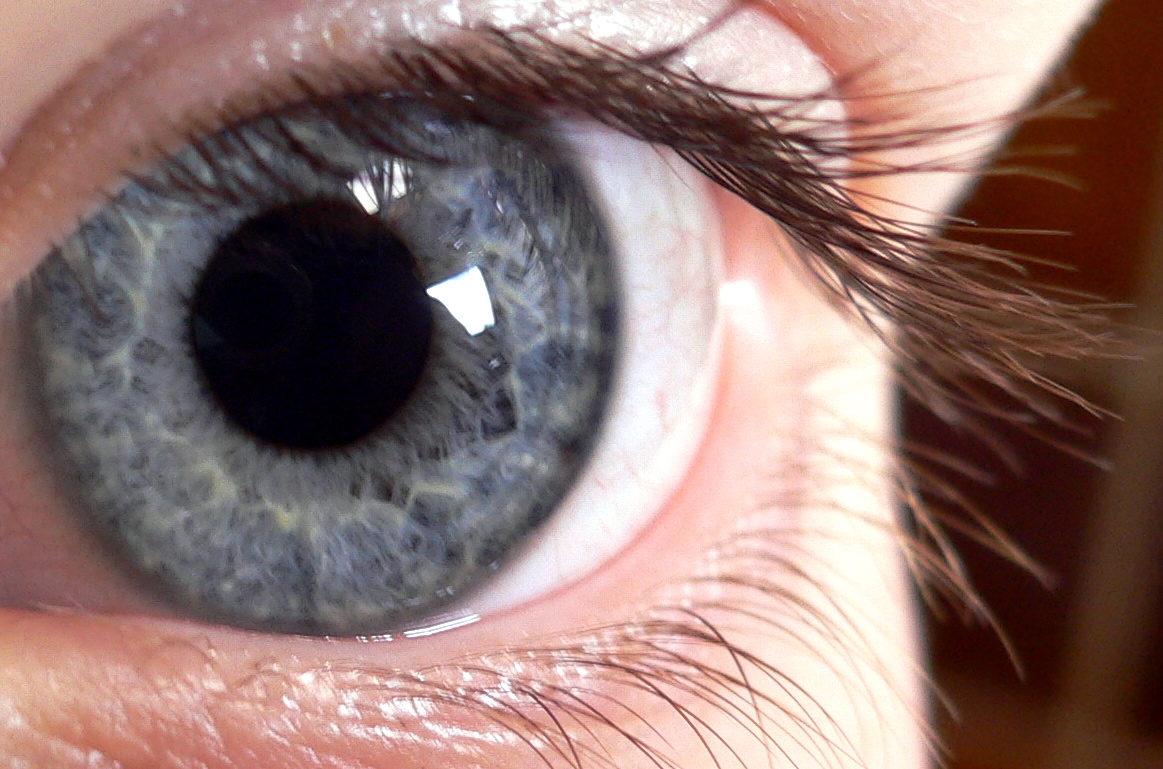
blaues Auge
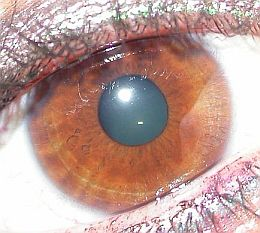
hellbraunes Auge
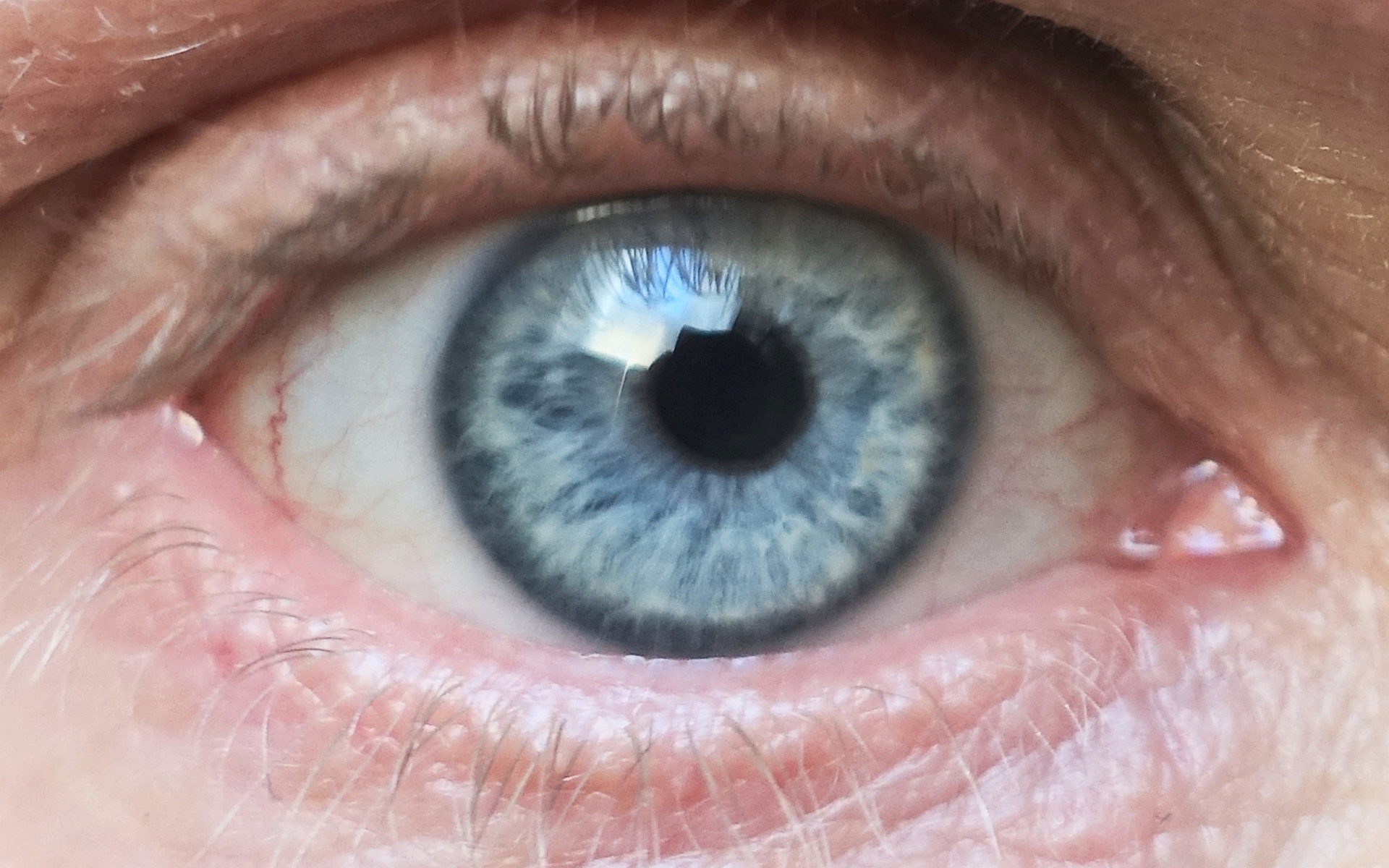
hellblaues Auge
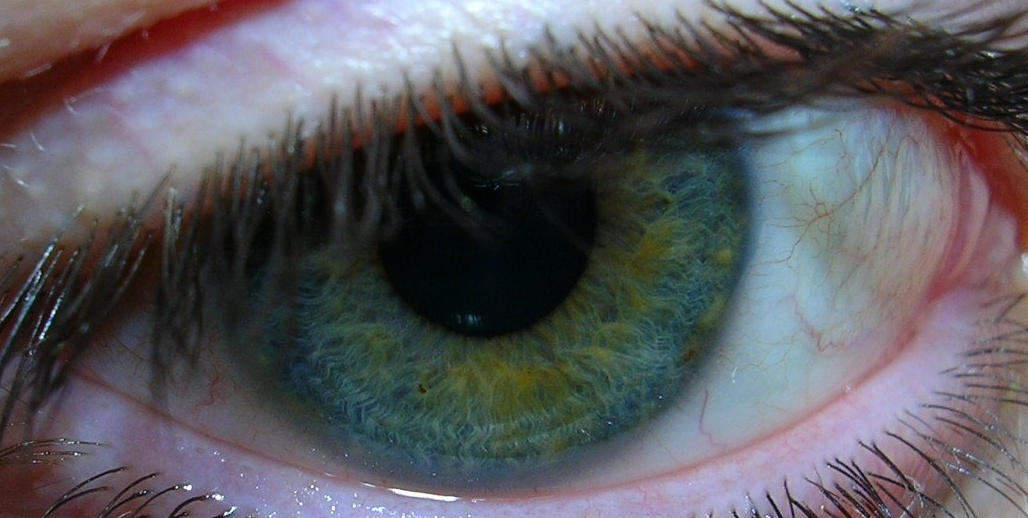
blaugrünes Auge mit zentraler Heterochromie
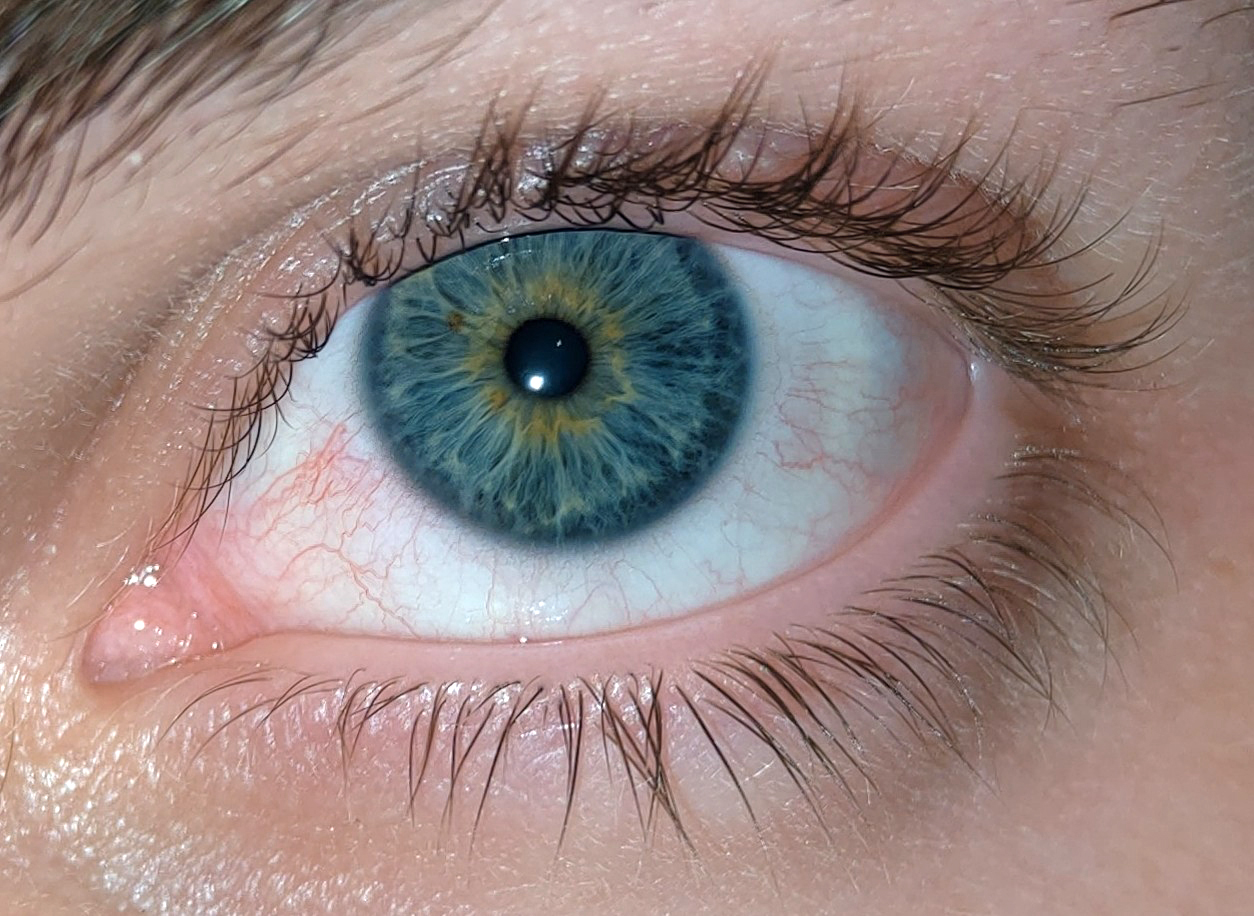
blaues Auge mit sowohl zentraler Iris-Heterochromie als auch sektorieller Iris-Heterochromie
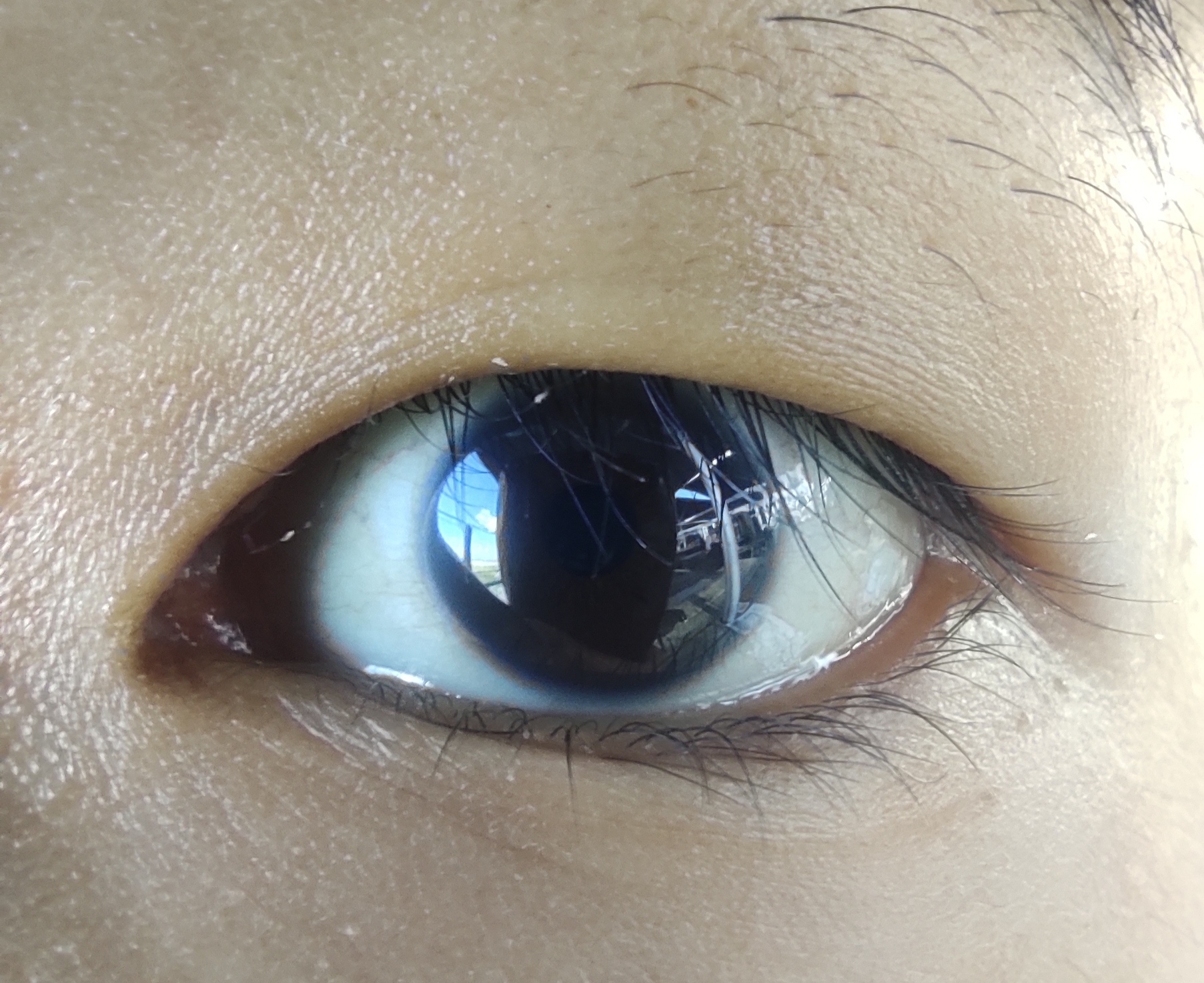
dunkelbraunes Auge

## Grad der Pigmentierung
Blaue Augen sind in Europa relativ häufig anzutreffen, hier ist das Stroma der Iris weitestgehend unpigmentiert und die Färbung der blauen und grauen Augenfarbe kommt durch unterschiedliche Streuung im Stroma zustande (Strukturfarben). Grüne Augenfarbe entsteht durch Zusammenwirken von wenig Pigment und Strukturfarbe (blau). Die blaue Strukturfarbe zeigt sich besonders bei Neugeborenen mit heller Hautfarbe, die zunächst meist blau erscheinende Augen haben, da bei ihnen der Farbstoff Melanin, der für die Färbung der Pigmente verantwortlich ist, noch kaum vorhanden ist. Babys aus Asien, Afrika und Lateinamerika werden, abhängig von den Genen der Eltern, in der Regel bereits mit braunen Augen geboren. Ob ein Neugeborenes die blaue bzw. nicht-braune Augenfarbe behält, entscheidet sich beim Menschen je nach Genlage erst am Ende des ersten Lebensjahres und kann sich sogar im Laufe der Pubertät noch verändern. Auch Hauskatzen kommen in der Regel mit hellblauen Augen zur Welt und entwickeln die spätere Augenfarbe nach etwa drei Monaten. Verschiedene Pointkatzenrassen (Siamkatzen, Heilige Birma) und einige wenige Hunderassen (z. B. Huskys) weisen auch als erwachsene Tiere blaue Augen auf.
Durch Einlagerung des braunfärbenden Melanins in die Iriseigenschicht bildet sich eine charakteristische Augenfarbe, die in Abhängigkeit von der Pigmentmenge über grau, gelb, grün bis braun, bei entsprechend hoher Menge von Melanin sogar bis hin zu schwarz, reicht. Dieses korreliert beim Menschen meist mit der Haut- und Haarfarbe. So haben hellhäutige und blonde Menschen eher blaue Augen, während dunkelhäutige mit dunklen Haaren meist eine braune Irisfärbung aufweisen. Dazu ist außerdem zu sagen, dass der Hautton nur schwach kausal von den Allelen (Genvarianten) für die Augen- und Haarfarbe beeinflusst wird, abgesehen von jenen Allelen für blaue Augen und rote Haare, welche eine Aufhellung des Hauttones bewirken.
Die sogenannte Iris-Heterochromie, bei der ein Mensch unterschiedliche Augenfarben hat, ist sehr selten, häufiger kommt die zentrale Heterochromie der Augen vor, bei der die Iris einen andersfarbigen Rand um die Pupille aufweist. Auch kann man beobachten, dass die Augenfarbe mit der Sonneneinstrahlung zusammenhängt. Braune Färbungen der Iris sind für viele Säugetiere typisch.

### Aufhellungen der Augen durch Albinismus und Leuzismus

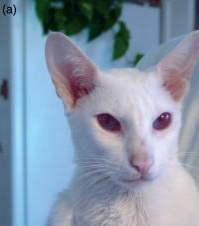
Vollständiger Albinismus:
Katze, bei der die Augen durch vollständigen Albinismus rot sind

Fehlt auch das Pigment im hinteren Epithel der Iris und in der Aderhaut, so scheinen die Blutgefäße des Augenhintergrunds hindurch und die Iris wirkt rot. Solche Roten Augen treten bei Albinismus und Leuzismus gelegentlich auf, schwächere Formen des Albinismus, Leuzismus und verschiedene Scheckungsgene können aber auch dunklere Augenfarben zu blau oder hellbraun aufhellen. Diese Irisaufhellungen sind sowohl bei Vögeln, als auch bei Säugetieren und Reptilien möglich.

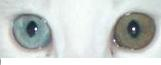
Leuzismus:
Bei dieser weißen Katze ist eines der beiden Augen durch Leuzismus zu Blau aufgehellt, während das andere normalfarbig ist.

Oft wird fälschlicherweise davon ausgegangen, man könne Tiere mit Albinismus von solchen mit Leuzismus anhand der Augenfarbe unterscheiden, indem man Albinos an der roten, leuzistische Tiere jedoch an der blauen Augenfarbe erkenne. Man findet tatsächlich viele Beispiele von rotäugigen Tieren mit Albinismus und blauäugigen leuzistischen Tieren mit völlig weißem Fell. Obwohl bei Albinismus die Melaninbildungsstörung immer das ganze Tier betrifft und bei Leuzismus oft einige Melanozyten den kürzeren Weg zum Auge finden, gibt es dennoch blauäugige Albinos, wie etwa Pferde der Farbe Weißisabelle. Ebenso gibt es leuzistische Tiere mit roten oder rosa Augen wie Mäuse mit Mutationen des Mitf-Gens.
Gelegentlich kann es durch Verdichtung des Bindegewebes im Irisstroma zur Bildung weißer Flecken kommen. Ein solches Birkauge tritt häufiger bei gefleckten Hunderassen (Dalmatiner, Deutsche Dogge) und Pferden auf. Es handelt sich dabei nicht um eine Krankheit. Diese weißen Flecken können die ganze Iris erfassen, sodass das ganze Auge weiß erscheint (Glasauge).

## Vererbung

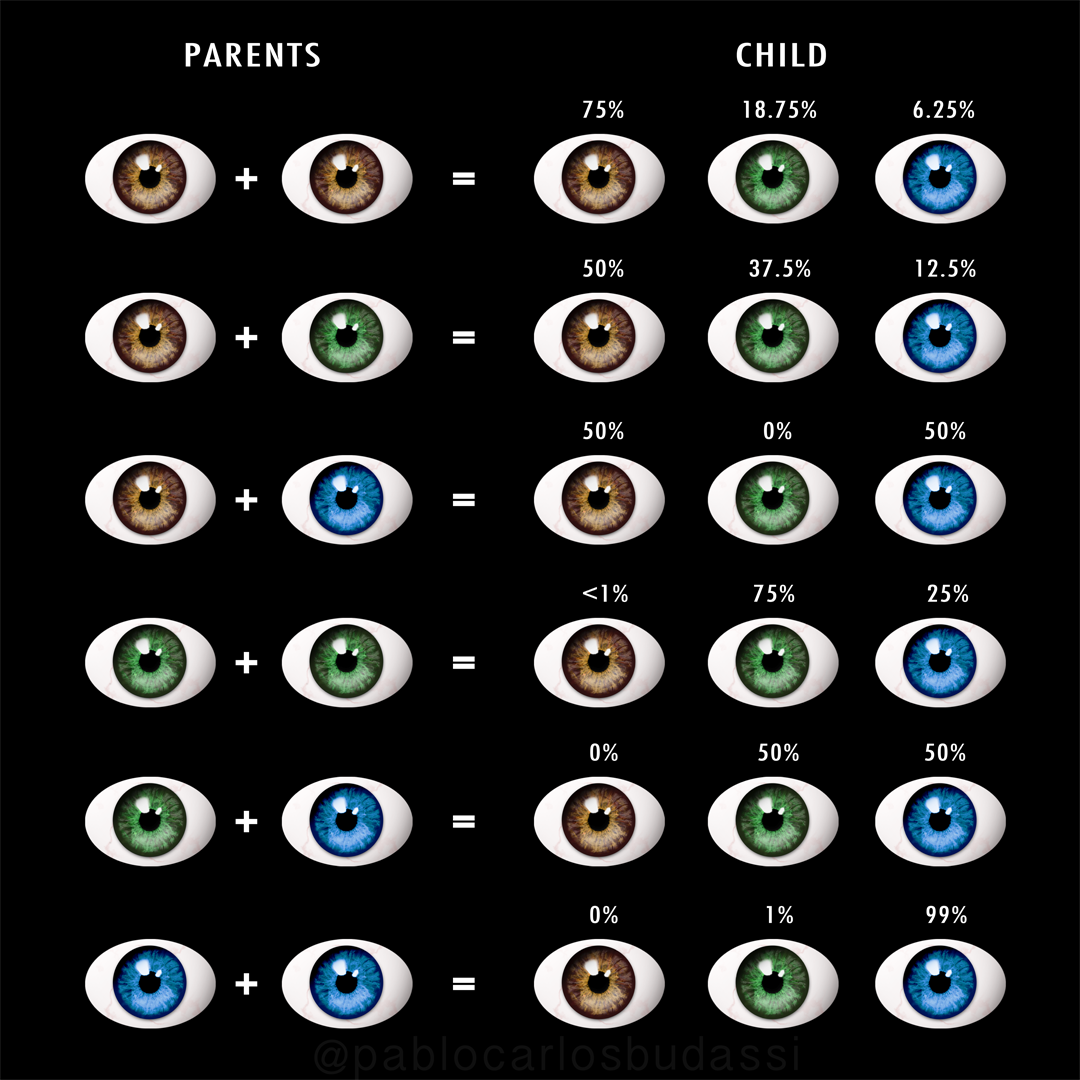
Wahrscheinlichkeiten für die Augenfarben des Nachwuchses, gerundete Werte nach dem überholten 1-Gen-Modell

An der Vererbung der Augenfarbe sind mindestens drei verschiedene Gene beteiligt, deren genaue Funktionen noch nicht restlos verstanden sind. Welche Augenfarbe das Kind haben wird, hängt dabei von der Kombination der Gene ab, die von den beiden Elternteilen an das Kind weitergegeben werden.
Die Mehrheit der Neugeborenen mit heller Hautfarbe hat zunächst blau erscheinende Augen.
Das von G. C. Davenport und C. B. Davenport 1907 veröffentlichte 1-Gen-Modell erklärt die Vererbung der Augenfarbe am einfachsten, beschreibt aber die komplexe Realität der Vererbung nur unzureichend, wie man heute weiß. Nach diesem Modell gibt es nur ein Gen, welches die Augenfarbe (braun oder blau) festlegt. Dieses Gen liegt diploid, d. h. also in zwei Kopien vor. In dem Davenport-Modell gibt es für jede Kopie zwei Ausprägungen (Allele), nämlich eines für blaue Augen (d. h. keine Fähigkeit zur Melanin-Produktion) und ein Allel für braune Augen (d. h. Fähigkeit der Melanin-Produktion). Hat der Vater beispielsweise zwei braune Augenfarben-Allele, die Mutter dagegen zwei blaue Augenfarben-Allele, wird das Kind je ein braunes und ein blaues Allel erhalten.
Im Davenport-Modell hängt die Augenfarbe, die der Mensch später hat, davon ab, welches Allel dominant und welches rezessiv ist. Dabei gilt, braune Augen sind dominant, während blaue Augen rezessiv sind. Das heißt, im obigen Beispiel hätte das Kind braune Augen. In einer weiteren Generation können aber beide Gene gleichberechtigt weitergegeben werden. Wird das obige Kind der Vater, dessen Frau ebenfalls braune Augen (mit einem blauen und einem braunen Allel) hat, so ist die Wahrscheinlichkeit 25 %, dass ein blauäugiges Kind entsteht, das zwei blaue Gene hat und keine braunen Gene weitergeben kann. Mit 75%iger Wahrscheinlichkeit entsteht ein braunäugiges Kind. Insgesamt liegt die Wahrscheinlichkeit, dass mindestens eines der beiden Allele blau ist, bei 75 %.
Das geschilderte Davenport-Modell gilt inzwischen als überholt. In der Wirklichkeit wird die Vererbung der Augenfarben braun/grün/blau/grau durch mehr als ein Gen kontrolliert. Dabei gilt die Funktion der Gene bey2 (Abkürzung für engl. brown eye 2) und gey (green eye) als gesichert. Für das Gen bey2 existieren Allele für braune und blaue Augen, für das Gen gey liegen Allele für grüne und blaue Augen vor. Dabei gilt die folgende Dominanzreihenfolge:
Von oben nach unten nimmt die Dominanz ab, die Rezessivität zu.
1. braun
2. grün
3. blau
4. grau

Jedes dieser Gene liegt diploid vor. Dadurch können ebenso wie beim oben geschilderten vereinfachten Davenport-Modell rezessive Gene an die Kindgeneration weitergegeben werden, auch wenn diese Gene bei der Elterngeneration nicht den Phänotyp (also die äußere Erscheinung) bestimmen.
Man geht von der Wirkung weiterer Gene aus, die die verschiedenen Schattierungen der Farben beeinflussen und die Expression (d. h. das Auslesen) der anderen beteiligten Gene steuern, da auch die oben skizzierten Gene bey2 und gey nicht alle Vererbungsfälle erklären. So wird der Fall braunäugiger Kinder bei Eltern mit blauen oder grünen Augen jenseits der oben beschriebenen Gene erklärt (a) durch Mutationen in der männlichen Keimbahn, (b) durch die Wirkung weiterer (evtl. regulierender) Gene und (c) durch die Komplexität der Melaninherstellung. Dieser Prozess besteht aus einer Verkettung chemischer Reaktionen. Zur Verdeutlichung des Schemas stelle man sich stark vereinfacht den Prozess der Melaninherstellung als Folge der Umwandlung des Stoffes A nach B und B zu Melanin vor. Wenn nun bei einem Elternteil der erste Prozess (Umwandlung von A nach B) genetisch bedingt nicht funktioniert, allerdings die Folgereaktion B nach Melanin ablaufen kann und beim anderen Elternteil zwar A in B umgewandelt werden kann, aber aufgrund der vorhandenen Gene nicht B in Melanin umgewandelt werden kann, dann besitzt kein Elternteil braune Augen (da bei keinem Elternteil die vollständige Reaktionskette ablaufen kann). Ein Kind kann aber von einem Elternteil die Fähigkeit der Umwandlung von A nach B und vom anderen Elternteil die Fähigkeit der Umwandlung von B zu Melanin erben, so dass es braune Augen besitzt. Dies erklärt zum einen, warum die Augenfarbe von Kindern nicht nur wegen diploider Chromosomensätze stark von der Farbe beider Elternteile abweichen kann. Zum anderen wird auch deutlich, dass die Augenfarbe von Kindern nicht notwendigerweise in der Großelterngeneration (oder anderer Generationen) zur Ausprägung gekommen sein muss.

## Verbreitung
Es existieren keine wissenschaftlichen Studien zur globalen Verteilung von Augenfarben, dies liegt unter anderem an der unzureichenden Datengrundlage außerhalb Europas. Jedoch gibt es räumlich begrenzte Untersuchungen, zum Beispiel zu einzelnen Ländern, oder Landstrichen. Eine Übersichtsarbeit von Forensic Science International kommt zu dem Ergebnis, dass blaue Augen in Nordeuropa dominieren, während braune Augen in Zentralasien weit verbreitet sind. In Usbekistan haben mehr als 90 % der Bevölkerung braune Augen, Island hat mit 74,5 % den größten Anteil an blauäugigen Menschen. In Frankreich und Deutschland leben die meisten Menschen mit intermediär gefärbten Augen, also blaugrauen, grünen und braunschwarzen Augen.
Nach Aussagen des Genforschers Hans Eiberg von der Universität Kopenhagen habe sich der Genschalter für die Entwicklung von blauen Augen erst vor geschätzten sechs- bis zehntausend Jahren durch Mutation ergeben. Diese Veränderung sei so spezifisch, dass er vermutet, dass alle heute Blauäugigen vom selben Menschen abstammen. Geografisch verortet er dieses nordwestlich oder am nahöstlichen Teil des Schwarzen Meeres.
Bei einer im Jahr 2013 durchgeführten Genomanalyse eines gut 30 Jahre alten Mannes (Braña 1), der vor etwa 7000 Jahren im Norden der Iberischen Halbinsel gelebt hatte und dessen Knochen Ende 2006 in der La Braña-Arintero-Höhle in den Kantabrischen Kordilleren entdeckt worden waren, wurden die bislang frühesten Gene für blaue Augen festgestellt (dieselbe Mutation des HERC2-Gens auf beiden Chromosomen wie bei heutigen Menschen). Aufsehen erregte dabei die Tatsache, dass dabei auch Gene für dunkle Haut- und Haarfarbe identifiziert wurden, wie sie für Afrikaner typisch sind. Die Kombination von blauen Augen und dunkler Haut wurde auch bei Analysen von Individuen späterer Jäger-und-Sammler-Kulturen der Jungsteinzeit in Europa festgestellt.

## Augenfarbe als biologisches Merkmal
Die Augenfarbe und ihr Zusammenhang mit Hautton und Haarfarbe bestimmt maßgeblich mit über das Erscheinungsbild eines Menschen.
Die Augenfarbe wird als (weitgehend) unveränderliches Körpermerkmal in den Personalausweis eingetragen und ist üblicherweise Bestandteil einer genauen Personenbeschreibung.
Nach einer Änderung des § 81e StPO Ende 2019 ist es nunmehr zulässig, im Rahmen der sog. DNA-Phänotypisierung die Augenfarbe sowie die Haar- und Hautfarbe des unbekannten Urhebers einer biologischen Tatortspur aus deren DNA-Merkmalen vorherzusagen. Diese Information soll dazu beitragen, den Kreis möglicher Tatverdächtiger im Rahmen kriminalistischer Ermittlungen einzugrenzen.